# Кведлинбургская Итала
«Кведлинбу́ргская Ита́ла» (сигла Cod. theol. lat. fol. 485) — фрагмент иллюминированной рукописи V века, содержащей старолатинский перевод Библии. Старейшая античная иллюминированная рукопись, дошедшая до наших дней. Сохранившиеся фрагменты содержат обрывки Книги Царств и Книги Самуила. Обрывки манускрипта — всего 6 листов — были обнаружены в 1865—1887 годах в переплёте различных рукописей из Кведлинбургского аббатства. Иллюстрации окружены рамками, иногда на странице могли располагаться от двух до пяти миниатюр; всего уцелело 14 изображений. Только один лист занят текстом целиком. По подсчётам В. Г. Боруховича, если бы рукопись включала весь текст Библии, она должна была составить не менее 11 томов, в каждом из которых было 220 листов.
Миниатюры сохранились плохо, поэтому под осыпавшейся краской проступили технические записи, предназначенные для иллюстратора, в которых обычно прописывался сюжет изображения и некоторые детали, которые необходимо отобразить. Это, по-видимому, указывает на то, что иллюстрации были оригинальными, предназначались именно для данного экземпляра и не копировались с более ранних изображений. Количество миниатюр превосходит любую другую библейскую рукопись, их стиль напоминает Ватиканского Вергилия и мозаики Санта-Мария-Маджоре.